# 徐星 (古生物学家)
徐星（1969年7月—），新疆伊犁人，中國古生物學家，現任中國科學院古脊椎動物與古人類研究所副所長，中国科学院院士。以不少知名的古生物學發現與研究而聞名，近年來亦致力於科普寫作與傳播工作。

## 生平

### 早年生涯
1969年出生於中華人民共和國新疆伊宁市的徐星祖籍江蘇，文革時期父母因上山下鄉運動而移居新疆。僅管生活並不富裕，但徐星的父母讓他從小就閱讀了不少圖書，使讀書成為他小時候了解來自外面訊息的主要管道，早在學生時代，他就對學術抱有極大的興趣，但他的現職古生物學家起初並不是他的志向。在他小學時，恰逢陳景潤因為提出陳氏定理而聲名大噪，這股熱潮使徐星曾和當時不少青年一樣立志要當數學家；到了中學，又因為迷上物理，轉而想成為天體物理學家，在此同時，他也下定決心要進入首屈一指的北京大學就讀。
但徐星高考那年，北京大學的物理系在新疆沒有招生名額，其他的名額也大多是冷門的學科。為了進北大，他最後在志願卡上選擇服從分配，影響了他日後的發展。

### 大學時期
1988年，徐星成功考上北京大學，當時錄取通知書上只寫著是分發到古生物學。徐星表示，當時全家人甚至學校的老師都不清楚這門學科是做什麼的，就連學科中最為人熟知的研究對象恐龍他都不曾聽過，他是直到入學後才知道古生物學是地質學的一部分範疇，但這個學科此時仍不在他感興趣的範圍內（他也因此嘗試過轉系但沒有成功），因此並沒有好好學習系上的課程，反而在就讀大學時看了許多諸如尚-保羅·沙特、路德維希·維根斯坦、馬克思等哲學家與經濟學家保羅·薩繆森等人的著作，還到人民大學旁聽了幾門經濟學的課程，後來更因此曾想在考研時報考經濟學專業。
依照規定，大學畢業後若不繼續升學就必須回家鄉，為了能繼續留在北京，徐星於1992年從北京大學地質學系畢業後，聽了當時在北京醫科大學就讀博士的同鄉建議，報考了本科系的中國科學院古脊椎動物與古人類研究所 （IVPP），但他仍不想從事古生物學研究，在此期間還曾自修電腦程式設計，但沒做出名堂，直到為了準備畢業論文，整理了手上的幾個恐龍標本，「才發現古生物學其實還挺有意思的」而開始對古生物學產生濃厚的興趣。

### 職業生涯
徐星就讀研究所期間，師從古生物學家趙喜進。1995年，徐星從古脊椎動物與古人類研究所畢業並留所從事研究工作至今。

## 外部連結
- Famous Expert Forum ( 2008-14): Research Fellow Xu Xing’s Academic Report